# Parafia Miłosierdzia Bożego w Kaliszu
Parafia Miłosierdzia Bożego w Kaliszu – rzymskokatolicka parafia w dekanacie Kalisz II. Mieści się przy ul. Adama Asnyka. Duszpasterstwo prowadzą w niej księża diecezjalni.
Erygowana w 1952 przez bpa włocławskiego Franciszka Korszyńskiego. Jej pierwszym proboszczem został mianowany ks. prałat Wincenty Roman Wiliński. Przed wybudowaniem kościoła parafialnego jako miejsce modlitwy służyła kaplica Sióstr Wspólnej Pracy od Niepokalanego Poczęcia Najświętszej Marii Panny. W 1957 parafia otrzymała zgodę na budowę własnego kościoła według projektu arch. Jerzego Kuźmienki i Andrzej Fajansa. Zostało ono wkrótce wstrzymane przez Urząd Wojewódzki w Poznaniu. Kolejną zgodę na budowę świątyni uzyskano w 1974. W 1977 biskup włocławski Jan Zaręba wmurował kamień węgielny poświęcony przez papieża Pawła VI.
W lipcu 1982 zmarł pierwszy proboszcz parafii. Na jego miejsce proboszczem został mianowany ks. infułat Bogumił Jóźwiak. Funkcję proboszcza parafii pełnił do końca czerwca 2010, kiedy przeszedł na emeryturę. Od 18 grudnia 1983 rozpoczęto sprawowanie nabożeństw w dolnej części kościoła. 26 września 1993 bp kaliski Stanisław Napierała dokonał konsekracji górnego kościoła i ogłosił go diecezjalnym Sanktuarium Miłosierdzia Bożego.
Górny kościół zdobi mozaika przedstawiająca postać Jezusa Miłosiernego. Po prawej stronie znajduje się płaskorzeźba z przedstawieniem postaci Matki Ostrobramskiej (zwanej Matką Bożą Miłosierdzia). Obok niej przedstawione są postaci świętych. Po stronie lewej płaskorzeźba przedstawia postaci ludzi oczekujących zbawienia.
W dolnym kościele umieszczone jest ceramiczne przedstawienie obrazu Matki Boskiej Częstochowskiej w o otoczeniu polskich świętych i błogosławionych. Poczet ten zamykają przedstawienia postaci Jana Pawła II i biskupa włocławskiego Jana Zaręby, który szczególnie troszczył się o budowę tej świątyni.
Proboszczem parafii od 1 lipca 2015 jest ks. Paweł Kostrzewa.

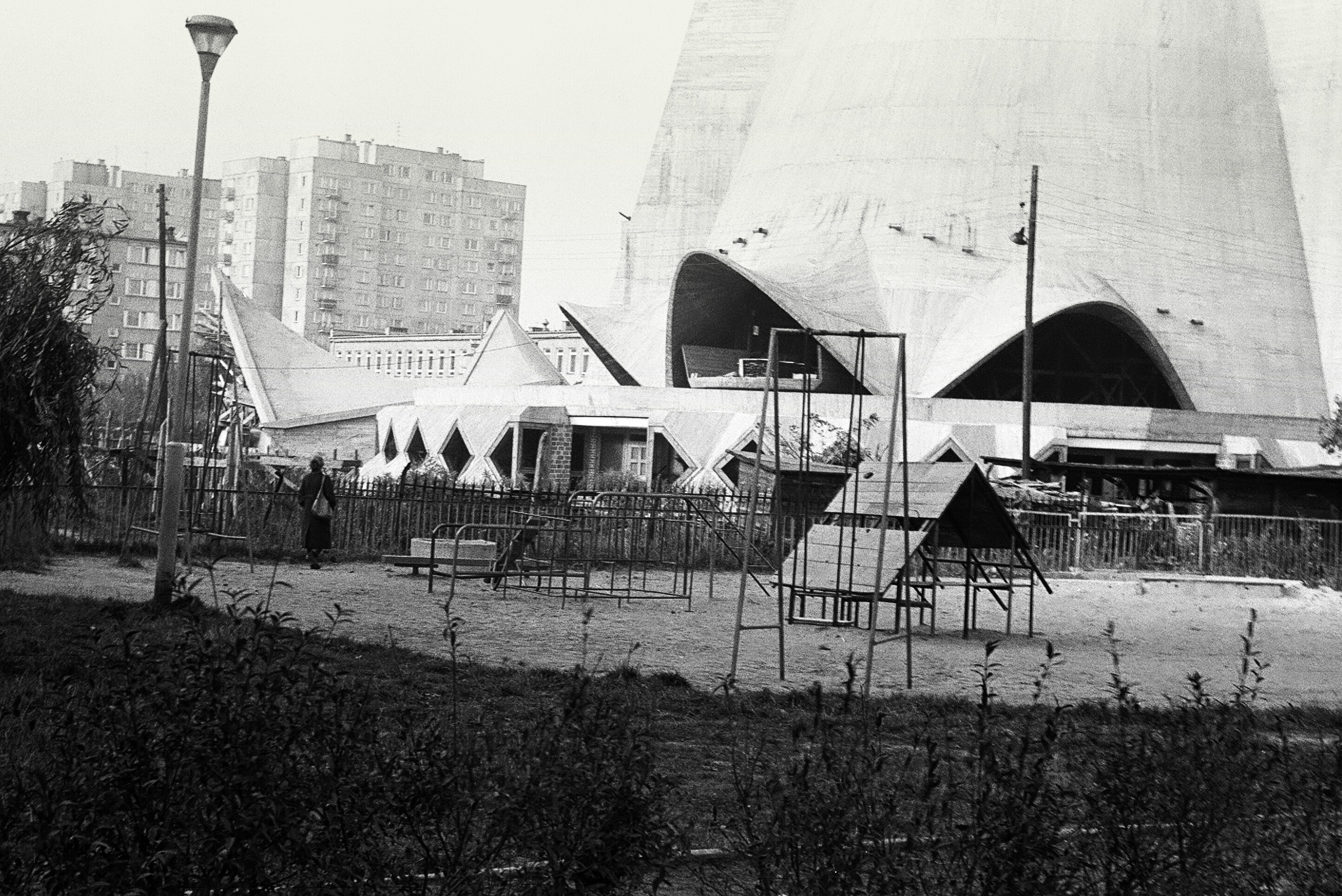
kościół parafialny w trakcie budowy (1984)
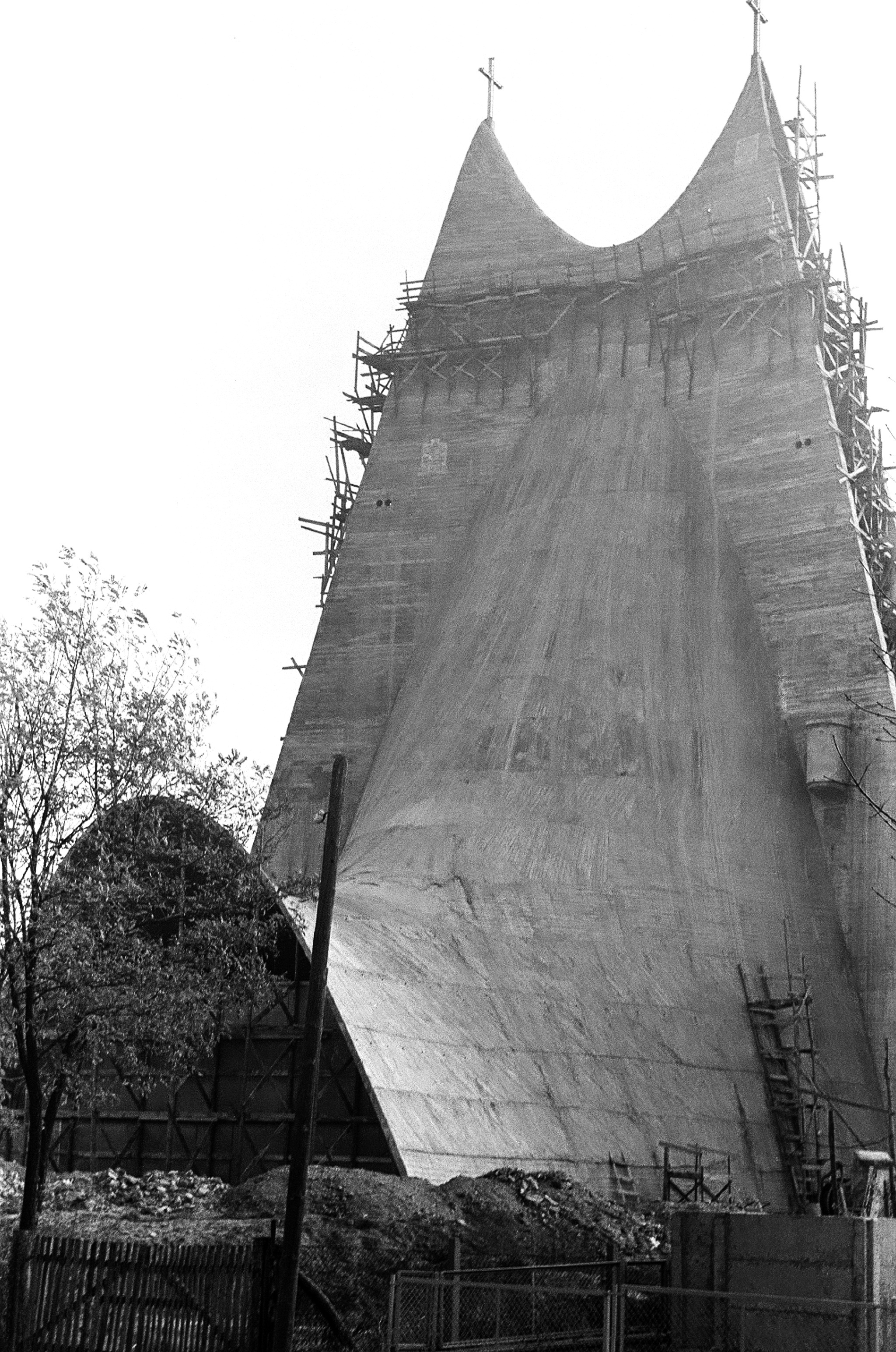
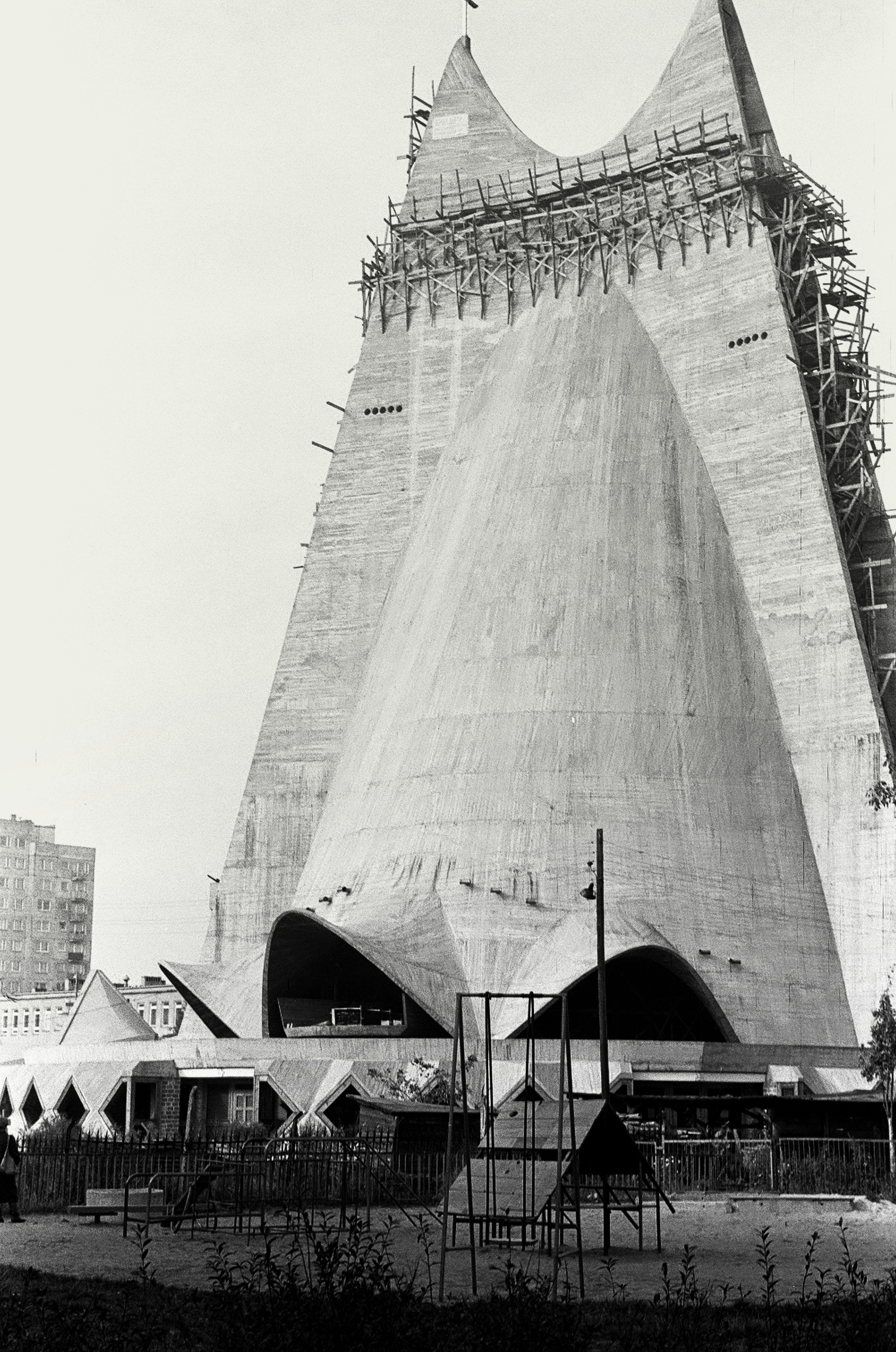